# آندژی کیوفسکی
آندژی کیوفسکی (لهستانی: Andrzej Kijowski؛ ‏ ۲۹ نوامبر ۱۹۲۸ – ۲۹ ژوئن ۱۹۸۵) نویسنده، منتقد ادبی، فیلم‌نامه‌نویس، و مترجم اهل لهستان بود. او در اثر ابتلا به ملانوم درگذشت و در گورستان پوونسکوفسکی به خاک سپرده شد.
از فیلم‌ها یا مجموعه‌های تلویزیونی که وی در آن‌ها نقش داشته است، می‌توان به شور، از سرزمینی دور، رهبر ارکستر و عروسی اشاره نمود.